# 象鼻蟲
象鼻蟲，也叫象蟲、象甲、象甲蟲，是鞘翅目中種類最多的一種，更是昆蟲中種類最多的一群，全世界已知種類達六萬多種，生長過程屬於完全變態。此種昆蟲的吻突很長，有如大象之象鼻一般，但實際上這個並不是鼻子，而是象鼻蟲們用來覓食的口器。
除了象鼻蟲的吻部十分獨特，觸角生長於吻的基部更是絕無僅有。足部有5節跗節，具有爪；腹部可明顯看見5個腹節。體長最小的有0.1cm；最大則足足有9cm，他們的頭部能做360°的旋轉，遇到危險會詐死。大多數的象鼻蟲都還具有飛行的能力，只有少部分的象鼻蟲下翅已退化，使上翅閉合、讓背部硬度加強好幾倍、堪稱世界最硬的甲蟲（例如：蘭嶼球背象鼻蟲），甚至有些昆蟲學家在製作象鼻蟲標本時還需要使用電鑽。
象鼻蟲是世界上幾種主要嚴重農業害蟲之一。雌蟲在產卵時會將細長的吻部在植物表面鑿一細長管洞或一橫裂，再將卵產於內部。而幼蟲也有強而有力的頭部能穿梭在植物組織間，破壞整株植物。有部份種類如Brachyrhinus，則能以孤雌生殖方式繁衍後代。

## 分類
- 方胸象鼻蟲科 Aglycyderidae
- 墨西哥象鼻蟲科 Allocorynidae
- 長角象鼻蟲科 Anthribidae
- 針嘴象鼻蟲科 Apionidae
- 捲葉象鼻蟲科 Attelabidae
- 羊齒象鼻蟲科 Belidae
- 三錐象鼻蟲科 Brentidae
- 象鼻蟲科 Curculionidae
- Caridae
- 橡根象鼻蟲科 Ithyceridae
- 球桿象鼻蟲科 Oxycorynidae
- 毛象鼻蟲科 Nemonychidae
- 小蠹蟲科 Scolytidae
- Urodontidae

## 常見種類

### 台灣
- 香蕉假莖象鼻蟲 - Odoiporus longicollis
- 球莖象鼻蟲 - Cosompolibs sordiclus
- 甘藷蟻象 - Cylas formicarius
- 台灣大象鼻蟲（筍龜） - Cyrtotrachelus longimanus
- 椰子大象鼻蟲 - Rhynchophorus ferrugineus
- 捲葉象鼻蟲（搖籃蟲） - Paratrachelophorus longicornis
- 米象鼻蟲（米象） - Sitophilus oryzae

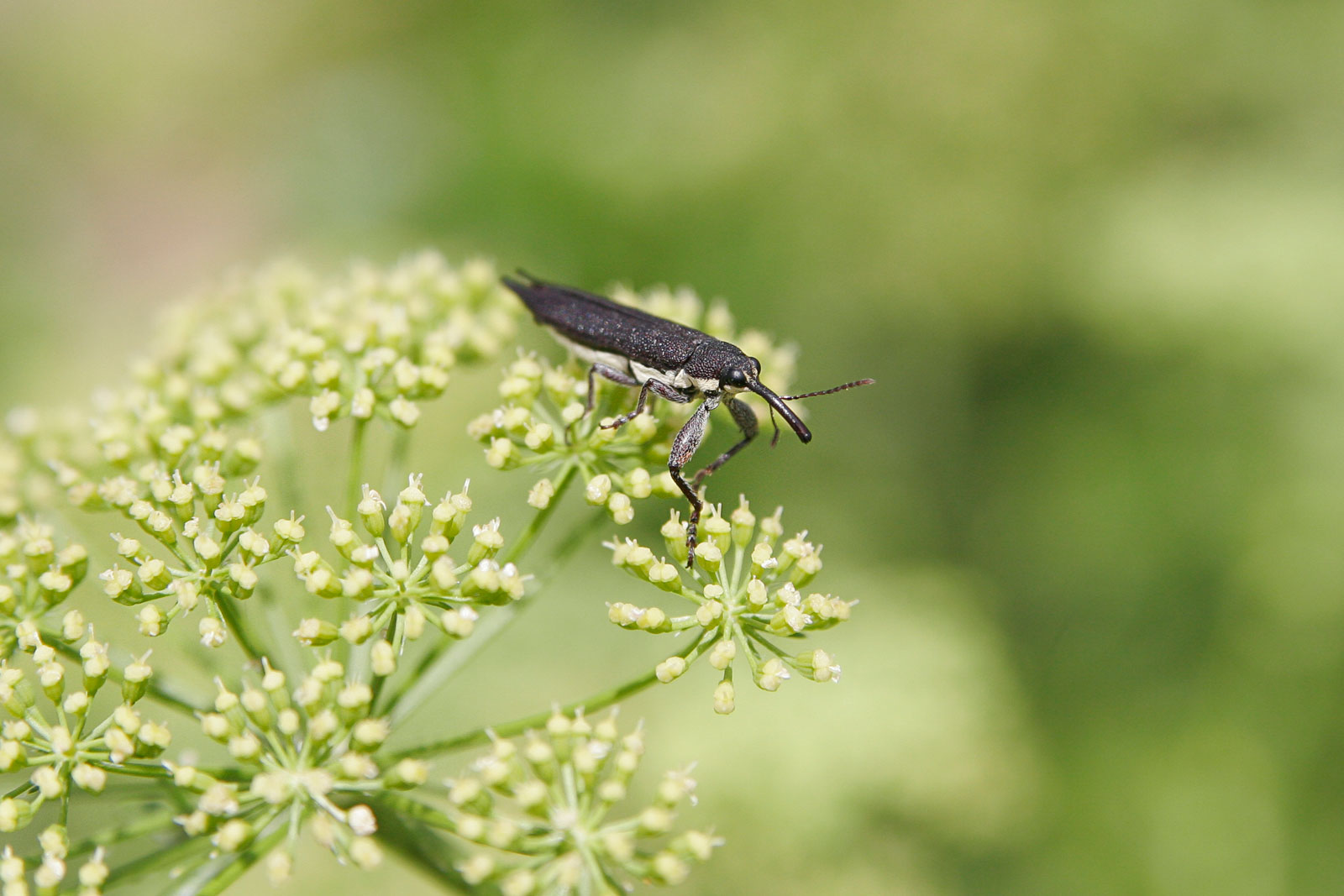
羊齒象鼻蟲科的一種
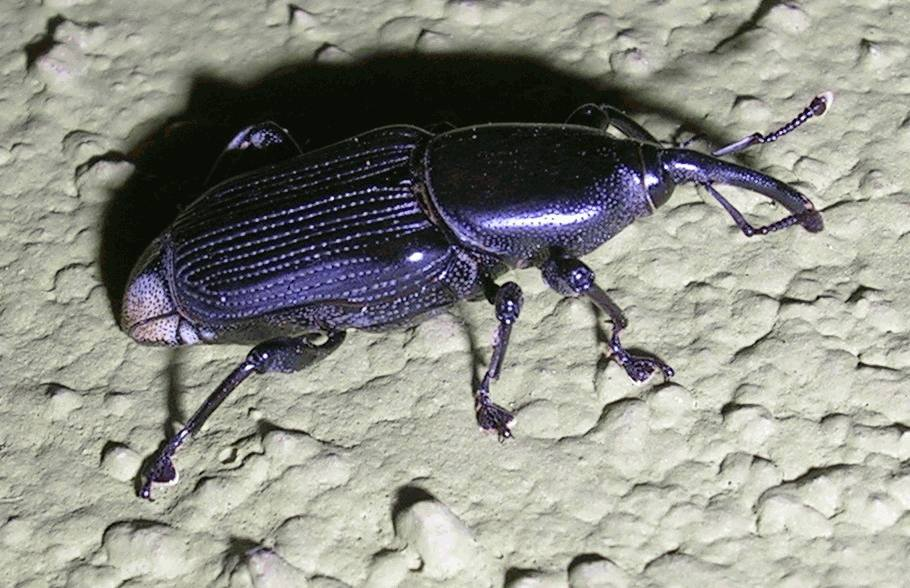
象鼻蟲的一種，印度
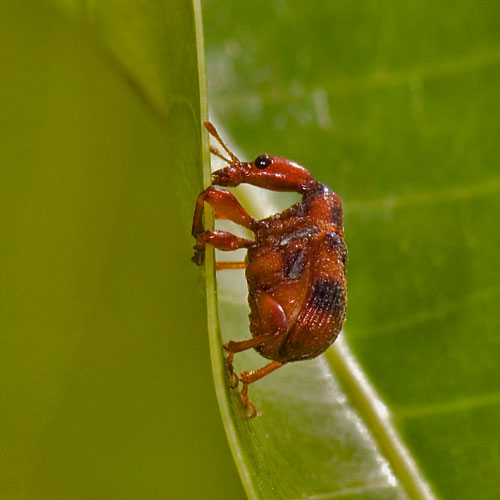
捲葉象鼻蟲的一種，印度

## 天敵
根據法國知名昆蟲學家尚-亨利·法布爾的觀察研究，象鼻蟲的天敵只有節高蜂和其近親瘤節高蜂而已，至於螞蟻和蜘蛛，嚴格來說不能算是其天敵。